# Coppa Svizzera (hockey su pista femminile)
La Coppa Svizzera di hockey su pista femminile è un trofeo organizzato ogni anno in Svizzera dalla Federazione Svizzera di hockey su rotelle.
La prima edizione ha avuto luogo nel 1990.

## Albo d'oro
- 2012 RHC Diessbach
- 2011 RHC Diessbach
- 2010 Montreux HC
- 2009 Juventus Montreux
- 2008 RHC Diessbach
- 2007 RHC Diessbach
- 2006 RHC Vordemwald
- 2005 RHC Vordemwald
- 2004 RSC Uttigen
- 2003 RSC Uttigen
- 2002 RHC Diessbach
- 2001 RHC Diessbach
- 2000 Non disputata
- 1999 Pully RHC
- 1998 DRHC Bern
- 1997 DRHC Bern
- 1996 DRHC Bern
- 1995 Pully RHC
- 1994 Pully RHC
- 1993 RHC Wimmis
- 1992 RHC Diessbach
- 1991 DRHC Bern

### Vittorie per club
- 7 RHC Diessbach
- 4 DRHC Bern
- 3 Pully RHC
- 2 RHC Vordemwald
- 2 RSC Uttigen
- 1 Juventus Montreux
- 1 RHC Wimmis
- 1 Montreux HC

## Accoppiata vittorie campionato e coppa
- 2 RHC Diessbach
- 2 DRHC Bern
- 2 RHC Vordemwald
- 1 RSC Uttigen